# 박한식
박한식(1939년 ~ )은 미국 조지아대학에서 국제관계학을 가르친 학자로 현재 은퇴하고 명예교수로 있다.

## 생애
그는 1939년 중국 하얼빈에서 태어나, 해방될 때 평양에서 피난민 수용소 생활을 하였고, 분단될 때 조부의 고향인 경상북도 청도로 내려왔다. 경북고등학교와 서울대학교 정치학과에서 공부하고 미국으로 건너가 아메리칸대학교에서 석사학위, 미네소타대학에서 정치학 박사학위를 취득하고 조지아대학교에서 교수로 근무하였다.

## 한반도 국제관계 활동
그는 50여회 조선민주주의인민공화국을 방문하였고, 1994년 지미 카터 전 미국 대통령의 방북을 주선하였다. 또한 2009년 빌 클린턴 전 미국 대통령의 방북도 주선하였다.
1995년 조지아대학교에 국제관계연구소를 설립하고 소장을 역임하였다. 2010년에 간디·킹·이케다 평화상을 수상하였다.
한반도의 평화를 위해서 한국은 국회에서 북한은 최고인민회의에서 미국은 상원에서 인준하는 평화조약의 체결이 필요하다고 주장한다.